# Chapelle de la Résurrection de Malmedy
Ne doit pas être confondu avec Chapelle de la Résurrection.
La chapelle de la Résurrection (en allemand : Auferstehung Kapelle) est un édifice religieux catholique classé se trouvant à Malmedy, dans la province de Liège, en Belgique. 

## Localisation
Cet immeuble est situé sur la place du Pont-Neuf, à l'angle des rues Neuve et Haute Vaulx.

## Historique
La chapelle est édifiée de 1755 à 1757 d'après les plans de l’architecte suisse Gaetano Matteo Pisoni pour Jean-Ignace de Roderique. Elle est restaurée vers 1930. 
La chapelle est classée au patrimoine immobilier de Wallonie le 25 janvier 1935.

## Description
Ce haut bâtiment de base carrée d'environ 12 mètres de côté est réalisé en brique avec angles arrondis et un soubassement en pierre calcaire. Sur les trois côtés visibles, se dressent quatre larges pilastres en pierre de sable surmontés de chapiteaux ioniques. La façade est surmontée par un fronton triangulaire. L'édifice possède une toiture octogonale en ardoises surmontée d’un lanterneau. 
L'intérieur de la chapelle est réalisé sur un plan octogonal.

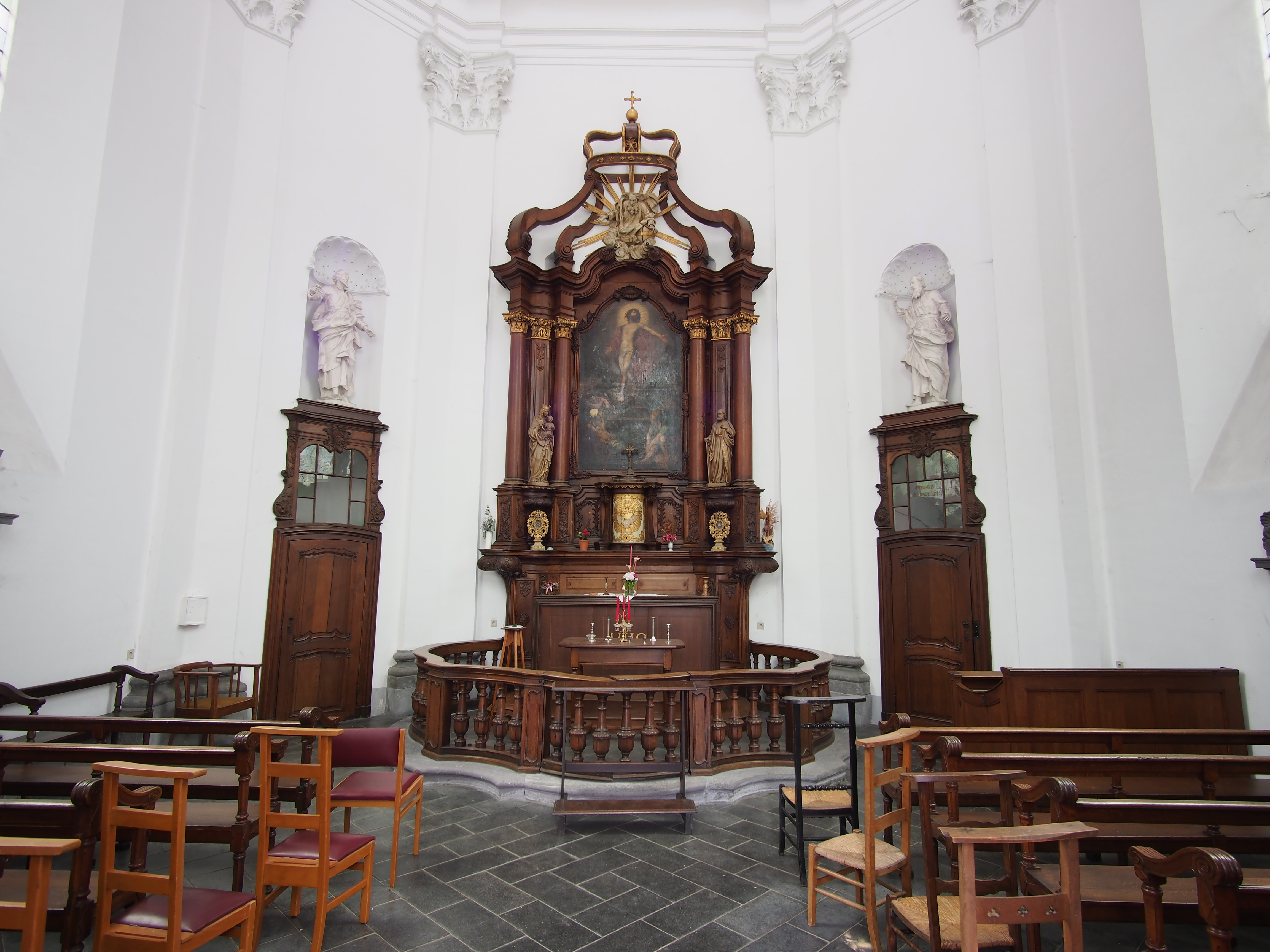
Intérieur de la chapelle de la Résurrection